# Partido Comunista da Indochina
O Partido Comunista da Indochina (vietnamita: Đông Dương Cộng sản Đảng, 1929–1930) é um dos três partidos predecessores do Partido Comunista do Vietnã. Os outros dois dois antecessores são: Partido Comunista de Annam (An Nam cộng sản Đảng, 1929–1930) e a Liga Comunista da Indochina.  

## História
Em março de 1929, alguns membros radicais da Liga da Juventude Revolucionária do Vietnã (em vietnamita:  Việt Nam Thanh niên Cách mạng Đồng chí Hội) incluindo Trần Văn Cung, Nguyễn Đức Cảnh, Trịnh Đình Cửu, Đỗ Ngọc Du, Dương Hạc Đín, Ngô Gia Tự e Kim Tôn  formaram a primeira célula comunista na Indochina Francesa. A missão desta célula comunista, como ela mesma afirmava, era ser o núcleo de um futuro partido comunista. Trần Văn Cung foi votado para ser o secretário da célula. Ele, juntamente com Trịnh Đình Cửu e Kim Tôn, foi votado para participar do congresso da Liga, realizado em Hong Kong em maio de 1929. Nesse congresso, esses participantes propuseram transformar a Liga da Juventude Revolucionária em um partido comunista. Sua proposta, no entanto, foi rejeitada pelas lideranças de Liga; Trần Văn Cung, Trịnh nình Cửu e Kim Tôn, em seguida, abandonaram o congresso. Mais tarde foram expulsos da Liga da Juventude Revolucionária do Vietnã. 
Em 17 de junho de 1929, a célula comunista realizou uma reunião em Hanói e decidiu formar o Partido Comunista da Indochina, declarando o fundamento político e a proclamação do partido, liderado por Trịnh Đình Cửu, Nguyễn Đức Cảnh, Ngô Gia Tự, Trần Văn Cung, e outros. O partido foi responsável por publicar o jornal Búa Liềm (Foice e Martelo). Logo depois, o Partido Comunista de Annam foi formado na Cochinchina em agosto de 1929 e o Novo Partido Revolucionário do Vietnã foi transformado na Liga Comunista da Indochina em janeiro de 1930. 
Em 1930, após diversos apelos à unidade feitos por Nguyễn Ái Quốc (Ho Chi Minh), o Partido Comunista da Indochina uniu-se ao Partido Comunista de Annam e à Liga Comunista da Indochina, fundando assim o Partido Comunista do Vietnã. 